# Sint-Antoniuskerk (Düsseldorf-Friedrichstadt)
De rooms-katholieke Sint-Antoniuskerk (Duits: Kirche Sankt Antonius) in Düsseldorf is een kerkgebouw aan de Helmholtzstraße in het stadsdeel Friedrichstadt en werd in de jaren 1905-1909 naar het ontwerp van de architecten Wilhelm en Paul Sültenfuß in laatromaanse stijl gebouwd.

## Geschiedenis
Tegen het einde van de 19e was de bevolking van Düsseldorf fors toegenomen. De parochie van de in 1895 gebouwde neogotische Sint-Petruskerk telde al 21.000 gelovigen en de noodzaak van de bouw van nog een kerk was duidelijk. In 1904 werd de opdracht voor een ontwerp aan de architecten Wilhelm Sültenfuß en zijn zoon Paul gegeven.
In 1905 gingen de voorbereidingen van start en op 21 oktober 1906 werd de eerste steen voor het nieuwe godshuis gelegd. Op 13 juni 1909 volgde de inzegening, de kerk werd aan de heilige Antonius gewijd. In 1912 kreeg de kerk vijf klokken. Twee jaar later werd Sint-Antonius een zelfstandige parochie. 
De vier grootste klokken van de Antoniuskerk werden in 1942 in beslag genomen om te worden omgesmolten voor wapens. Voor de klokken betekende dat waarschijnlijk de redding, want nadat op 12 juni 1943 een luchtmijn en een brandbom aan de kerk aanzienlijke schade veroorzaakten, zorgde een bombardement op 12 juni 1943 voor nagenoeg gehele vernietiging van de kerk. Kort na het oorlogseinde werd een zijschip hersteld en in 1947 werd begonnen met de wederopbouw van het hele kerkgebouw. De vier in beslag genomen klokken bleken niet te zijn omgesmolten en keerden in 1949 terug. Op 22 december was de wederopbouw voltooid. Men zag echter af van de herbouw van de torenspits. 
Van 1964 tot 1967 werd het interieur naar aanleiding van de bersluiten van het Tweede Vaticaans Concilie door Walter Nitsch heringericht. De Sint-Antoniuskerk kwam in 1983 op de monumentenlijst te staan. Een renovatie volgde in 1997.

## Architectuur
De kerk werd in laatromaanse stijl gebouwd en heeft, kenmerkend voor deze stijl, de vorm van een drieschepige basiliek met een dwarsschip. De toren had een spits als afsluiting, maar deze werd bij de wederopbouw na de Tweede Wereldoorlog niet herbouwd.   

## Orgel
Het orgel werd in 1957 door de orgelbouwers Gebr. Krell uit Duderstadt gebouwd en in 2002 door Gebr. Stockmann GmbH & Co. Orgelbau KG gerestaureerd. Het kegellade-instrument heeft 52 registers op drie manualen en pedaal. De speel- en registertracturen zijn elektrisch.